# Arib

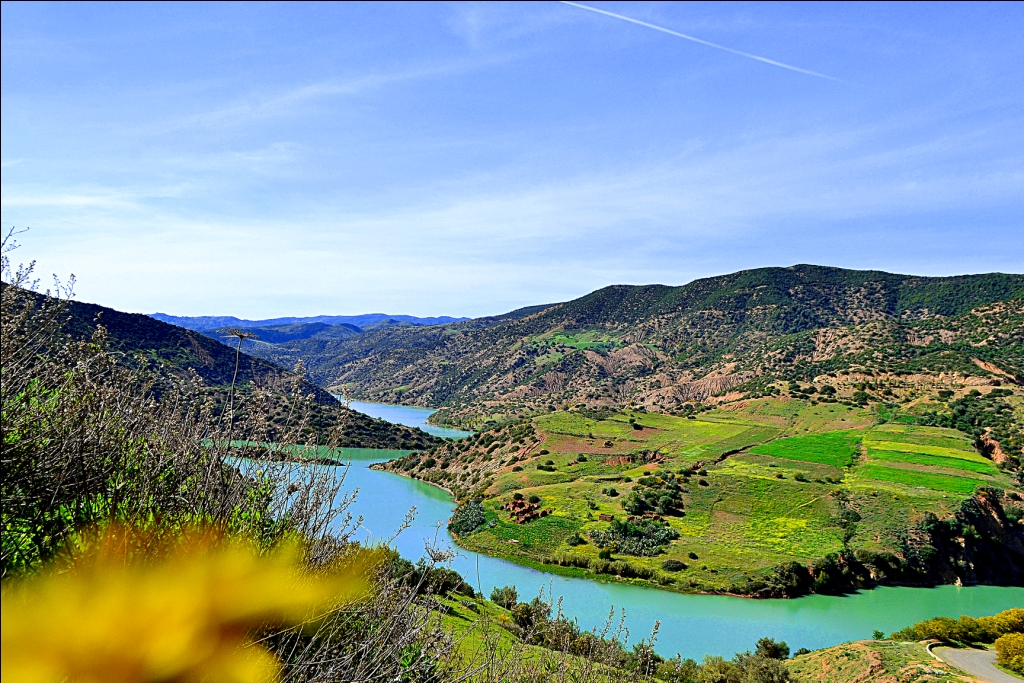
Arib, Provinz Ain Defla, Algerien

Arib ist eine Kommune in der Provinz Ain Defla im nördlichen Algerien.
Arib hieß während der französischen Kolonialherrschaft Littré.